# Kapla
Kapla – wieś w Słowenii, w gminie Tabor. W 2018 roku liczyła 262 mieszkańców.